# 陆旭 (北魏)
陆旭（？—？ ），鲜卑姓步六孤氏，代人，河南郡洛阳县（今河南省洛阳市东）人，北魏官员。

## 生平
陆旭的曾祖是陆俟是北魏征西大将军、东平王，父亲陆弥是北魏夏州刺史。陆旭个性高尚淡泊，喜欢《老子》、《易经》、谶纬之学，撰写《五星要诀》及《两仪真图》，很是得到学问的要义。太和年间，陆旭被征召出任中书博士，略微升任散骑常侍。陆旭知道天下将要大乱，就在太行山隐居。魏孝庄帝元子攸即位后，屡次征召陆旭做官，陆旭也不去上任。陆旭死后，葬于上党郡长治县城西三里，朝廷赠予并汾恒肆四州刺史。陆旭的儿子陆腾显贵后，北周追赠陆旭为柱国、上庸公，谥号宣。

## 家庭

### 曾祖
- 陆俟，北魏征西大将军、东平王

### 祖父
- 陆归，北魏东宫舍人、驾部校尉

### 父亲
- 陆弥，一名珍，北魏夏州刺史

### 子女
- 陆某，恒州刺史，陆孝昇之父[1]
- 陆腾，北周柱国、泾州总管、上庸定公